# Gdzie wschodzi słońce i kędy zapada
Gdzie wschodzi słońce i kędy zapada – tom poetycki Czesława Miłosza wydany w 1974 w Paryżu przez Instytut Literacki jako 245. tom Biblioteki „Kultury”.
Zbiór zawiera wiersze powstałe w latach 1962–1974, które w większości publikowane były na łamach paryskiej „Kultury”.
Tytuł zbioru pochodzi z wersetu psalmu 113 (112): „Gdzie wschodzi słońce i kędy zapada, niechaj świat Bogu chwałę opowiada” – śpiewanego w kościołach podczas nieszporów.
Trzon tomu stanowi składający się z siedmiu części poemat tytułowy, który oprócz formy wierszowanej zawiera komentarze prozą, fragmenty ze słowników i encyklopedii, genealogie, wyciągi ze starych dokumentów, noty, cytaty, przypisy itp.
We wstępie autor pisze: 

Według niektórych badaczy jest to opus magnum mojej twórczości poetyckiej. Uważam to za możliwe i spowodowane przez ogromną swobodę, z jaką to pisałem. Ta „fuga poetycka” wymyka się regułom, a zarazem nadaje kształt mojemu marzeniu o „formie bardziej pojemnej”, mieszającej gatunki i wypisy z danych biograficznych.

Z tomu pochodzą znane wiersze: Dar, Oeconomia Divina [Boska pedagogia], Zadanie, Tak mało.
Jeden z wierszy („Pamiętnik naturalisty”) nawiązuje do ulubionej lektury Miłosza z lat dziecięcych (powieści Doktor Muchołapski).
Książka została uhonorowana przez londyńskie „Wiadomości” nagrodą im. Mieczysława Grydzewskiego jako najwybitniejsza książka wydana na emigracji w 1974 r.

## Wydania polskie
- Paryż: Instytut Literacki, 1974
- Kraków: NIW [Niezależna Oficyna Wydawnicza], 1979 (drugi obieg)
- Warszawa: Niezależna Oficyna Wydawnicza NOWA, 1979 (drugi obieg)
- Gdańsk: Młoda Polska, 1980, 1981 (drugi obieg)
- Kraków: Znak 1980 (wraz z tomem „Król Popiel i inne wiersze”)
- Warszawa: Niezależna Oficyna Wydawnicza „Troska i Życie”, 1981 (drugi obieg)
- Gdańsk: słowo/obraz terytoria, 2004

## Przekłady na języki obce
- Vezarah ha-shemesh u-va ha-shemesh ve-shirim aherim, Tel Aviv: Schocken Publishing House, 1981 (hebr.)
- Gde sunce izlazi i gde zalazi, Belgrad: Dom Omladine, 1981; Gornji Milanovac: Dečje Novine, 1981
- Od sončnega vzhoda do njegovega zahoda, Ljubljana: Književno društvo Hiša poezije, 2012 (słoweń.)

## Wybrane recenzje
- Axer Jerzy, Dalszy lot zimorodka (motyw w wierszu Czesława Miłosza i Juliusza Słowackiego), „Przegląd Humanistyczny” 1987, nr 4, s. 45–49.
- Dudek Jolanta, „Gdzie wschodzi słońce i kędy zapada”. Europejskie korzenie poezji Czesława Miłosza, Kraków 1991.
- Duszka Wanda, Nowy poemat dygresyjny? „Teksty” 1981, nr 4-5, s. 287–298.
- Paszek Jerzy, Rok 1910 i rok 1911, „Teksty” 1981, nr 4-5, s. 298–303.

## Wybrane cytaty
- „Wolno nam było odzywać się skrzekiem karłów i demonów / Ale czyste i dostojne słowa były zakazane”. (Zdanie)
- „O tak, nie cały zginę, zostanie po mnie / Wzmianka w czternastym tomie encyklopedii / W pobliżu setki Millerów i Mickey Mouse”. (Gdzie wschodzi słońce i kędy zapada, część VI)
- „Długo biegłem po ziemi / Ziemskich zaznałem płomieni / Innych osądzający / O sobie nic nie wiedzący”. (Gdzie wschodzi słońce i kędy zapada, część III)
- „Tak mało powiedziałem. / Krótkie dni. / Krótkie dni, / Krótkie noce, / Krótkie lata. / Tak mało powiedziałem, / Nie zdążyłem”. (Tak mało)